# Idaea exempta
Idaea exempta là một loài bướm đêm trong họ Geometridae.